# Drewno transparentne
Drewno transparentne (kompozyt) – nowatorski materiał uzyskany w laboratorium, który charakteryzuje się przezroczystością sięgającą do 90%  i zwiększonymi parametrami wytrzymałościowymi w stosunku do drewna.

## Grupa badawcza z University of Maryland
Grupa badawcza pod kierownictwem profesora Liagbin Hu (University of Maryland) opracowała metodę, która pozwala na usunięcie koloru z małych bloków drewna oraz niektórych związków, z którego jest zbudowane poprzez dodawanie żywic epoksydowych na poziomie komórkowym osiągając w tym procesie przezroczystość.

### Proces produkcji
Występują 3 etapy produkcji kompozytu:
1)   4 lub 5 calowy blok drewna zanurzany jest w roztworze z wody, wodorotlenku sodu oraz siarczynu sodu w temperaturze wrzenia przez 2 godziny. Umożliwia to wypłukanie ligniny ze ścian komórkowych. 
Lignina jest bardzo ważna na etapie formowania się ścian komórkowych, szczególnie w drewnie i korze, ponieważ nadaje im sztywność  i zapobiega pleśnieniu.
2)   Utlenienie przy użyciu nadtlenku wodoru co kończy proces wypłukiwania ligniny
3)   Zanurzanie materiału w żywicy epoksydowej oraz zadanie naprzemiennych warunków: zmiennego ciśnienia oraz ciśnienia atmosferycznego. Powoduje to wypełnienie naturalnych składników odżywczych drewna, które są już nieużywane i nawilża tworząc mikroskopijne kanaliki. Zapełnione żywicą epoksydową kanaliki tworzą materiał, który charakteryzuje się występowaniem zjawiska refrakcji.

### Właściwości optyczne i mechaniczne
Przezroczystość drewna transparentnego jest uzyskiwana dzięki naturalnym kanalikom, które w drzewie służyły do transportu wody i jonów. 
W tradycyjnych materiałach światło jest rozpraszane, mając te kanaliki więcej światła może dostać się do naszego domu. 
Największym problemem z drewnem transparentnym jest wielkość. Jak dotąd największy uzyskany blok drewna to 5x5 cala o grubości z przedziału od grubości kartki papieru do 1 centymetra.
Nowo otrzymany materiał oceniono jako bardziej wytrzymały i biodegradowalny niż plastik. Ponadto ma lepsze właściwości izolacyjne niż szkło. Należy jednak pamiętać, że jest on otrzymywany tylko w laboratorium na poziomie eksperymentalnym i nie jest gotowy do komercyjnego zastosowania (na skalę przemysłową).

## Grupa badawcza z KTH
Obiektem badań szwedzkich naukowców z KTH była ogorzałka wełnista potocznie nazywana balsą, która ma bardzo niską gęstość (160kg/m3) i jest łatwa w obróbce. W celu uzyskania przepuszczalności próbki drewna w granicach 85% drewno musi przejść przez różne etapy produkcji. Po zakończeniu wszystkich etapów przeprowadzone zostały badania dotyczące właściwości mechanicznych i optycznych uzyskanego kompozytu. 

### Proces produkcji
1)    Aby odłączyć ligninę z włókien drzewnych,  próbka najpierw suszona jest przez 24 godzin w temperaturze 105 ± 3° C. Następnie, wyodrębnienie ligniny odbywa się za pomocą chlorynu sodu przez 6 godzin w temperaturze 80° C. 
Podczas badań przygotowane próbki o wymiarach 20mm x 20 mm przy grubości 0,6 ± 0,1; 1,0; 2,5 ±1;  5,0 and 8,0 mm. Czas reakcji dla próbek <3 mm był 6h i 12h dla większych. Większość reakcji została przeprowadzona na próbkach 100 mm x 100 mm x 1m, żeby pokazać możliwość pracy na większych próbkach. 
2)    Uzyskane próbki zostały uważnie umyte zdejonizowaną wodą, później czystym alkoholem etylowym, mieszanką 1:1 etanolu oraz acetonu  i na końcu czystym acetonem. Każdy etap był powtarzany 3 razy. 
Całkowite usunięcie ma istotne znaczenie dla wytwarzania optycznie przezroczystego drewna, ponieważ lignina jest silnie chłonna i jest odpowiedzialna za część 80 do 95% absorpcji światła w drewnie. 
3)    Drewno transparentne zostało zrobione poprzez infiltrację pozbawionej ligniny matrycy poprzez roztwór Metakrylanu metylu oraz podgrzanie w piecu w temperaturze 70° C przez 4 godziny.  Czysty MMA monomer został spolimeryzowany w temperaturze 75° C przez  15 minut w kolbie okrągło dennej z 0,3% roztworem izobutyronitrylu jako inicjatora reakcji.
Wstępnie spolimeryzowany MMA został ostudzony do temperatury pokojowej w zimnej wodzie. 
Następnie pozbawione ligniny drewniane matryce zostały infiltrowane roztworem MMA w próżni na 30 minut. Warunki próżni zostały powtórzone 3 razy w celu zapewnienia pełnej infiltracji. Na koniec drewno zostało umieszczone pomiędzy 2 szklane płytki i zapakowane folią aluminiową przed dalszą polimeryzacją. Polimeryzacja zostaje zakończona po ogrzewaniu próbki drewna w piecu w temperaturze 70° C przez 4 godziny.
Zanotowano w próbce KTH gwałtowny spadku zawartości ligniny z 24,9 do 2,9%.
Pod mikroskopem można rozpoznać leżącą w środku próbki drewna dobrze zachowaną strukturę przypominającą plaster miodu, która nie została zakłócona przez proces chemiczny.

### Właściwości optyczne i mechaniczne
Drewno pozbawione ligniny dalej nie było transparentne przez załamania światła na granicy ścian komórkowych oraz powietrza i pomiędzy nano-włóknami celulozowymi i powietrzem w ścianach komórkowych.
Zgodnie z prawem Snella światło na granicy 2 ośrodków ulega załamaniu, które jest tym większe im większa jest różnica we współczynniku załamania. Światło w drewnie pozbawionym ligniny tylko w małym stopniu zachowuje swój oryginalny kierunek w wyniku dużej porowatości drewna i dużej różnicy między współczynnikiem załamania drewna (1,53) i powietrza (1,0).
Ażeby wyregulować współczynnik załamania drewna oraz usunąć jego porowatość został spolimeryzowany PMMA (1,49).
W przypadku oceny stosowalności drewna transparentnego w budownictwie należy zwrócić na jego właściwości mechaniczne. Na wykresie naprężenie-odkształcenie zestawiono wyniki rozciąganej próbki drewna transparentnego, pozbawionego ligniny oraz polimetykrylanu metylu. Moduł sprężystości TW wynosi 2,05 ± 0,13 G i znacznie przewyższa zarówno DLW 0,22 ± 0,08 GPa jak i polimetakrylanu metylu (PMMA) -1,80 ± 0,18 GPa.
Chwilowe wydłużenie długości ścian komórkowych ukazuje silną międzyfazową adhezję, jak się spodziewano po zaaplikowaniu PMMA wewnątrz ścian komórkowych. Matryca była ściskana tak, że objętość celulozy została zwiększona o 19%. Zwiększona wytrzymałość na rozciąganie drewna wynosi 90.1 ± 10 MPa, oraz posiada moduł sprężystości rzędu 3.59 ± 0.27 GPa. Te wartości są ponad dwa razy większe od PMMA (44.1 ± 9.5 MPa).

## Możliwy obszar zastosowania
Według badaczy nowa substancja może w przyszłości znaleźć sporo zastosowań. Współautor badań - dr. Ming Wei Zhu z Uniwersytetu w Maryland – wskazuje, że - po wprowadzeniu dodatkowych "poprawek" - będzie się świetnie nadawać do wytwarzania szyb domowych, a nawet stanowić świetny materiał do produkcji szyb samochodowych i paneli słonecznych. - Można tego używać jako materiał budowlany o unikalnych właściwościach - dodaje dr. Ming Wei Zhu. 
Według badaczy drewno transparentne może w przyszłości być masowo używanym materiałem przy produkcji półprzezroczystych elementów domów zwiększając ilość naturalnego światła wewnątrz. Za jego zastosowaniem przemawiają również niskie koszty produkcji w porównaniu z konkurencyjnymi materiałami, a także fakt że sam proces jego wytwarzania jest mniej uciążliwy dla środowiska i mniej energochłonny niż procedury w hutach szkła.
Oświetlenie i komfort cieplny pochłania więcej niż połowę budżetu typowego budynku. Głównym zadaniem konstruktorów okien jest zapewnienie wysokiej przepuszczalności światła oraz wysokiej izolacyjności cieplnej. Zastosowanie drewna zamiast szkła pozwoliłoby zredukować o ⅓ zużycie energii na ogrzewanie oraz chłodzenie.